# 101e brigade de défense territoriale
Pour les articles homonymes, voir 101e brigade.
La 101e brigade de défense territoriale (en ukrainien : 101-та окрема бригада територіальної оборони) est une brigade des forces de défense territoriale ukrainiennes basée dans l'oblast de Transcarpatie et dépendant du Commandement opérationnel ouest.

## Historique et batailles
Formée en septembre 2018, la brigade prend part en septembre 2019 à des exercices impliquant plus de 2 000 réservistes et se déroulant dans les districts d'Oujhorod, Moukatchevo, Irchava et Vynohradiv.
Le 24 février 2022, le chef de l'administration régionale de Transcarpatie lance une campagne de recrutement de volontaires pour garnir les rangs de la brigade. À la suite de cela, l'unité est engagée dans les combats contre les forces russes. 
En avril 2022, elle participe à la défense de Popasna.

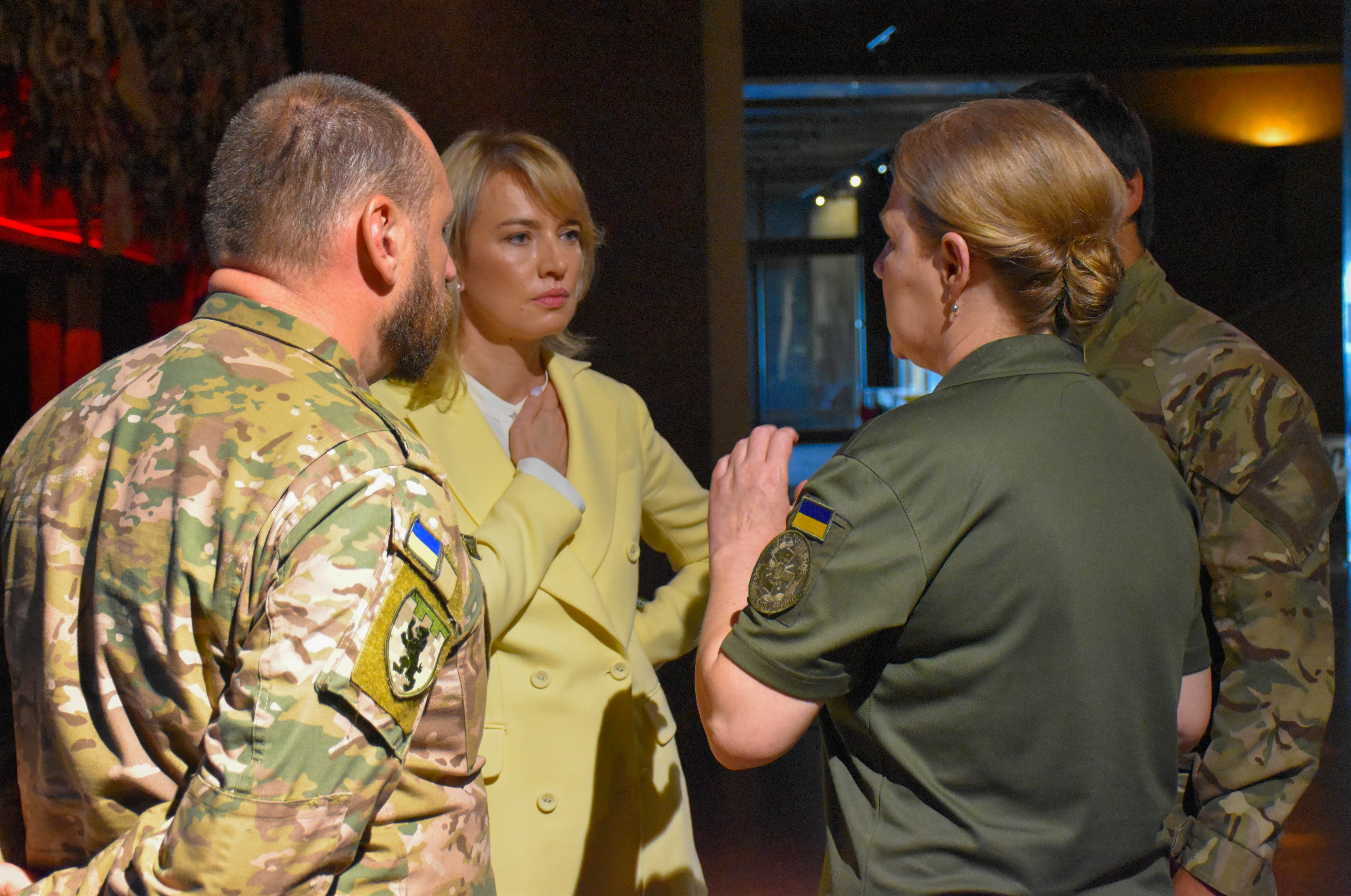
En août 2022 avec Ioulia Lapoutina, à droite, de dos.

Après l'avancée russe et la chute de Sievierodonetsk, elle contribue à la défense de la zone entre Sievierodonetsk et Bakhmout lors de l'offensive russe dans le Donbass.
Au printemps 2023, elle est transférée dans l'oblast de Soumy.

## Structure

### Ordre de bataille
En février 2022, l'ordre de bataille connu est le suivant, :
- État-major de la brigade, (unité militaire A7029), Raïon d'Oujhorod[5] ;
  - 
    -  Compagnie de protection du QG ;

  -  212e bataillon de défense territoriale, (unité militaire A7369), ville d'Oujhorod[5] ;
  -  68e bataillon de défense territoriale (uk), (unité militaire A7080), ville de Peretchyn[4],[5] ;
  -  69e bataillon de défense territoriale, (unité militaire A7081), ville de Rakhiv[4],[5] ;
  -  70e bataillon de défense territoriale, (unité militaire A7084), ville de Moukatchevo[4],[5] ;
  -  71e bataillon de défense territoriale, (unité militaire A7123), ville de Tiatchiv[4],[5] ;
  -  72e bataillon de défense territoriale, (unité militaire A7124), ville de Khoust[4],[5] ;
  -  73e bataillon de défense territoriale, (unité militaire A7125), ville de Berehove[4],[5] ;
  -  Compagnie de support matériel et technique[5] ;
  -  Compagnie de logistique[5] ;
  -  Compagnie de communication[5] ;
  -  Peloton antiaérien[5].

### Chefs de corps
- (uk) Cet article est partiellement ou en totalité issu de l’article de Wikipédia en ukrainien intitulé « 101-ша окрема бригада територіальної оборони (Україна) » (voir la liste des auteurs).

- 2018 - 2019 Colonel  Viktor Volodymyrovytch Nahayko[5]
- 2022 - 2024 Colonel Dmytro Mykolayovych Zavorotnyuk (uk)[5]
- 2024 - Lieutenant-colonel Vitaly Petrovych Berezhny

## Traditions

### Insigne

#### Insigne d'arme de la brigade
Description de l'insigne :

Insigne d'arme de la brigade

- insigne d'arme : D'azur à un mur d'argent crénelé de deux pièces mouvant de la pointe et des flancs, chargé d'un ours rampant de gueules.
- insigne d'épaule de combat : même chose mais utilisation de couleurs dé-saturées pour des raisons de camouflage.

Symbolique des figures utilisées :
- L’élément central de l’emblème est l’image d’un ours rouge debout sur ses pattes arrière et regardant vers la gauche. L’ours rouge debout est un symbole de la Transcarpatie présent sur son blason. Ce symbole exprime le courage et la volonté de la brigade de protéger l'indépendance et la sécurité de l'Ukraine[5].Il est à noter que sur les armes de l’oblast, l’ours est dans une position pacifique, alors que sur l’insigne de l’unité, il est dans une position agressive ou défensive.
- Le mur crénelé symbolise la stabilité et la fermeté. C'est également le symbole des forces territoriales.

armes de la Transcarpatie.